# Nokian Renkaat

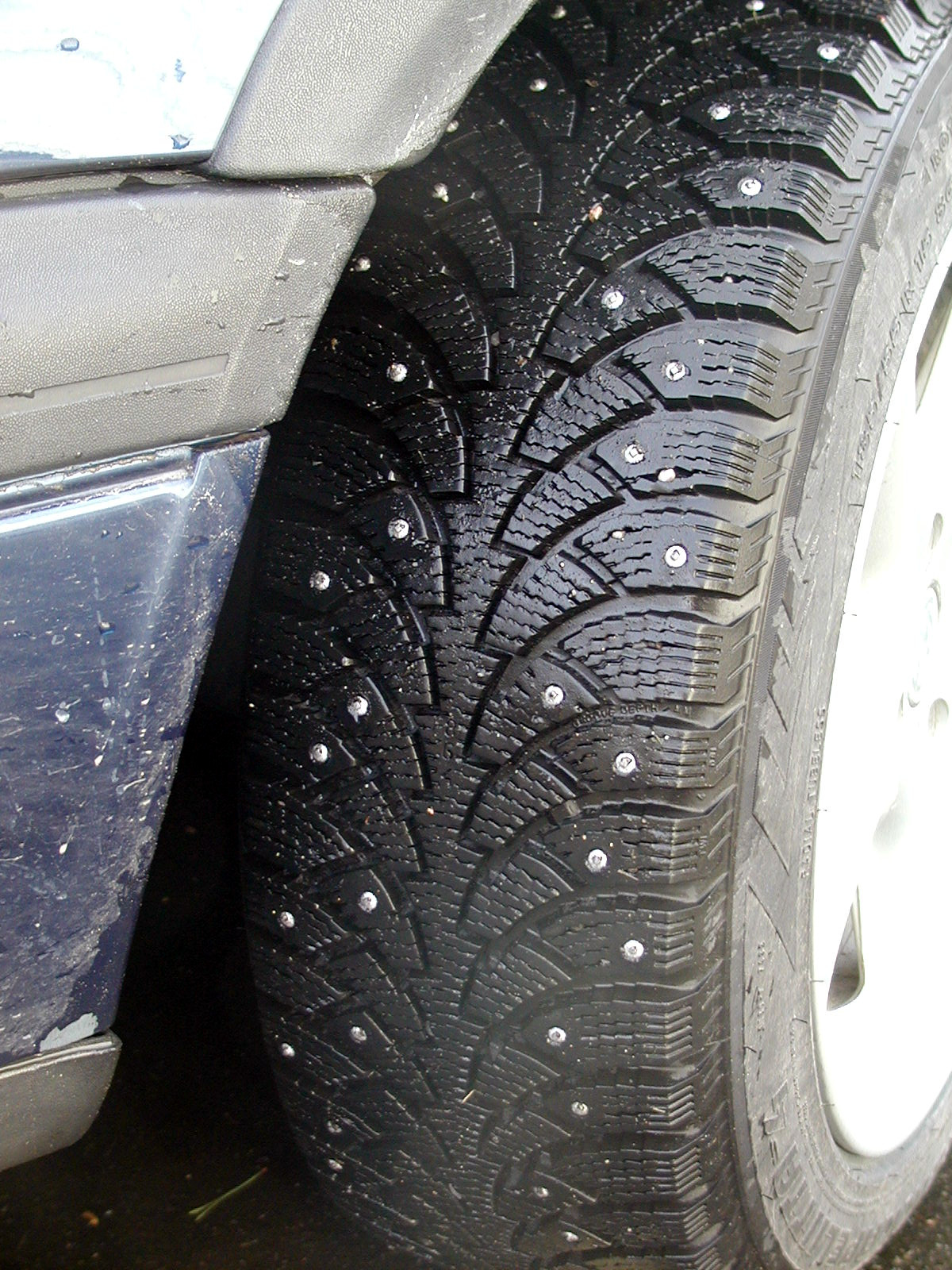
Neumático de invierno Nokian Hakkapeliitta 4.

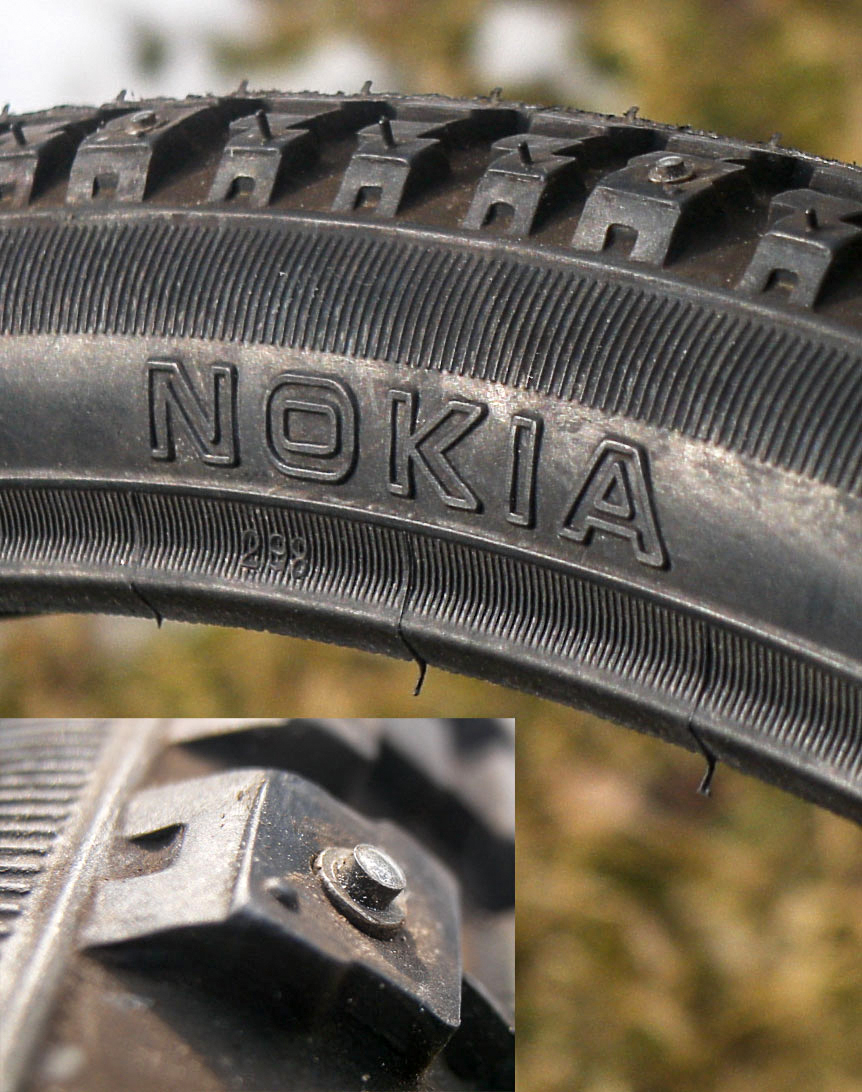
Neumático para bicicleta de invierno y detalle de clavo.

Nokian Renkaat (en español: Neumáticos de Nokia; en inglés: Nokian tyres) es una empresa en el campo de manufactura de neumáticos en Escandinavia, con oficinas centrales en Nokia, Finlandia. Es también la empresa de fabricación de neumáticos más septentrional. Nokian Renkaat se separó del conglomerado Nokia (que después se convertiría en el más grande vendedor de teléfonos celulares en el mundo) en 1988. Nokia Corporation ya no tiene más interés en la posesión de Nokian Renkaat, cuyo socio más importante es la japonesa Bridgestone.
Nokian Renkaat fue pionera en el desarrollo de neumáticos de invierno en el mundo, desarrollando su primer neumático comercial de invierno en el año 1934.
Nokian Renkaat también maneja a la compañía Vianor, que es la franquicia más grande de neumáticos en los países nórdicos, con alrededor de 190 sucursales en Finlandia, Suecia, Noruega, los Países Bálticos y Rusia.
En marzo de 2012 patrocinó el desarrollo teórico y práctico del vehículo E-RA (Electric RaceAbout) de la Helsinki Metropolia University of Applied Sciences que a manos del piloto profesional de pruebas Janne Laitinen y montando neumáticos de la marca logró alcanzar los 252,09 kilómetros por hora (156,64 millas por hora) en un circuito de hielo sobre el Lago Ukonjärvi en Inari.
Nokian Renkaat renovó en marzo de 2013, junto al piloto  Janne Laitinen, el Record Guinness Mundial oficial de velocidad de un turismo sobre hielo estableciendo una nueva marca de 335,71 km/h con neumáticos de clavos montados en un Audi RS6. Hay que destacar que los neumáticos no eran de competición si no de tipo comercial: el modelo "Nokian Hakkapeliitta" de calle.